# 9690 Houtgast
A 9690 Houtgast (ideiglenes jelöléssel 6039 P-L) a Naprendszer kisbolygóövében található aszteroida. Cornelis Johannes van Houten, Ingrid van Houten-Groeneveld és Tom Gehrels fedezte fel 1960. szeptember 24-én.